# Kischinga
Kischinga (russisch Кижинга; burjatisch Хэжэнгэ, Cheschenge) ist ein Dorf (selo) in der Republik Burjatien (Russland) mit 6373 Einwohnern (Stand 14. Oktober 2010).

## Geographie
Der Ort liegt etwa 160 km Luftlinie östlich der Republikhauptstadt Ulan-Ude am linken Ufer des gleichnamigen Flusses, der knapp 10 km nordöstlich in den Chudan, einen linken Nebenfluss der Uda, mündet. Die Kischinga durchfließt ein weites Tal zwischen dem Zagan-Daban-Kamm im Nordwesten und dem knapp 1600 m hohen Zagan-Churtei-Kamm im Südosten, dessen Kamm dort etwa 30 km von Kischinga entfernt die Grenze zur benachbarten Region Transbaikalien markiert.
Kischinga ist Verwaltungssitz des Rajons Kischinginski und Sitz der Landgemeinde Kischinginski somon, zu der neben dem Dorf Kischinga noch die Dörfer Bachlaita, Krasny Jar und Uschchaita gehören.

## Geschichte
Das Dorf wurde 1915 unter dem burjatischen Namen Schuluuta (Шулуута) gegründet. Seit 1940 ist es Zentrum eines nach dem Fluss benannten Rajons; im folgenden Jahr erfolgte auch die Umbenennung des Ortes in Kischinga. 1959 wurde der Rajon vorübergehend an den Chorinski rajon angegliedert, aber 1966 wiederhergestellt.

### Bevölkerungsentwicklung
| Jahr | Einwohner |
| ---- | --------- |
| 1970 | 4593      |
| 1979 | 5996      |
| 1989 | 7347      |
| 2002 | 6579      |
| 2010 | 6373      |

Anmerkung: Volkszählungsdaten

## Verkehr
Kischinga liegt an einer Straße, die beim 35 km in nördlicher Richtung entfernten Chorinsk von der Regionalstraße R436 Ulan-Ude – Sosnowo-Oserskoje – Tschita abzweigt und in südlicher Richtung über den Zagan-Churtei-Kamm ins Tal des Chilok führt, wo sie oberhalb der etwa 70 km entfernten Stadt Chilok die Station Gyrschelun an der Transsibirischen Eisenbahn (Streckenkilometer 5951 ab Moskau) und die Fernstraße M55 Irkutsk – Tschita erreicht. In westlicher Richtung führt eine Straße über Nowoiljinsk ins benachbarte Rajonzentrum Saigrajewo, eine weitere die Kischinga aufwärts nach Nowokischinginsk.
Einige Kilometer südlich an Kischinga vorbei verlief der südliche Zweig der ab 1934 errichteten, vorwiegend forstwirtschaftlichen Zwecken dienenden, in Nowoiljinsk an der Transsibirischen Eisenbahn (Streckenkilometer 5736) beginnenden Chandagatai-Schmalspurbahn. Die Zweigstrecke nach Churtei im Osten des Kischinginski rajon wurde erst in den 1980er-Jahren fertiggestellt, aber mit dem gesamten über 300 km langen Netz bis 2004 stillgelegt.